# 拉格比 (科羅拉多州)
拉格比（英語：Rugby）是位於美國科羅拉多州拉斯阿尼馬斯縣的一個非建制地區。該地的面積和人口皆未知。

## 地理
拉格比的座標為37°22′22″N 104°39′54″W / 37.37278°N 104.66500°W，而該地的平均海拔高度為1974米（即6476英尺）。